# Llista de monuments del Baix Cinca
Llista de monuments del Baix Cinca inclosos en el registre de béns arquitectònics del patrimoni cultural aragonès per la comarca del Baix Cinca. Inclou els classificats com a Béns d'Interès Cultural i com a Béns Catalogats.
| Monument                                                         | Tipus              | Localització                                      | Coordenades                                               | Codi?                 | Imatge |
| ---------------------------------------------------------------- | ------------------ | ------------------------------------------------- | --------------------------------------------------------- | --------------------- | --- |
| Torre dels Frares (antigament anomenada l'Almúnia dels Templers) | BIC Arq. militar   | Fraga Al sud del poble per la carretera N-211     | 41° 29′ 41″ N, 0° 19′ 56″ E / 41.494794°N,0.332320°E      | 1-INM-HUE-011-112-005 | Torre dels Frares (Fraga) · Vegeu més fotos d'aquest monument · Carregueu una nova foto d'aquest monument                       |
| Castell de Fraga, església                                       | BIC                | Fraga                                             | 41° 31′ 22″ N, 0° 21′ 05″ E / 41.522738°N,0.351337°E      | 1-INM-HUE-011-112-006 | Castell de Fraga · Vegeu més fotos d'aquest monument · Carregueu una nova foto d'aquest monument                                |
| Torre del Pilaret de Santa Quitèria                              | BIC Arq. militar   | Fraga Sobre un puig en el marge esquera del Cinca | 41° 33′ 44″ N, 0° 19′ 00″ E / 41.562219°N,0.316742°E      | 1-INM-HUE-011-112-009 | Torre del Pilaret de Santa Quitèria (Fraga) · Vegeu més fotos d'aquest monument · Carregueu una nova foto d'aquest monument     |
| Creu de terme de Cardiel                                         | BIC                | Fraga                                             | 41° 29′ 00″ N, 0° 11′ 23″ E / 41.483225°N,0.189679°E      | 1-INM-HUE-011-112-026 | Carregueu una nova foto d'aquest monument                                                                                       |
| Castell de Mequinensa                                            | BIC Arq. militar   | Mequinensa                                        | 41° 21′ 54″ N, 0° 17′ 47″ E / 41.365049°N,0.296289°E      | 1-INM-HUE-011-165-002 | Castell de Mequinensa · Vegeu més fotos d'aquest monument · Carregueu una nova foto d'aquest monument                           |
| Castell de Saidí                                                 | BIC Arq. militar   | Saidí                                             | 41° 36′ 15″ N, 0° 15′ 44″ E / 41.604101°N,0.262357°E      | 1-INM-HUE-011-254-001 | Castell de Saidí · Vegeu més fotos d'aquest monument · Carregueu una nova foto d'aquest monument                                |
| Castell de Torrent de Cinca                                      | BIC                | Torrent de Cinca                                  | 41° 28′ 22″ N, 0° 19′ 58″ E / 41.472858°N,0.332755°E      | 1-INM-HUE-011-234-005 | Castell de Torrent de Cinca · Carregueu una nova foto d'aquest monument                                                         |
| Creu de terme de l'Església                                      | BIC                | Torrent de Cinca                                  | 41° 28′ 23″ N, 0° 20′ 04″ E / 41.472958°N,0.334452°E      | 1-INM-HUE-011-234-006 | Creu de terme de l'Església (Torrent de Cinca) · Vegeu més fotos d'aquest monument · Carregueu una nova foto d'aquest monument  |
| Castell de Vallobar                                              | BIC                | Vallobar                                          | 41° 37′ 19″ N, 0° 11′ 21″ E / 41.621878°N,0.189141°E      | 1-INM-HUE-011-046-008 | Castell de Vallobar · Carregueu una nova foto d'aquest monument                                                                 |
| Cruz del Monte                                                   | BIC                | Vallobar                                          | 41° 36′ 54″ N, 0° 11′ 01″ E / 41.615020°N,0.183668°E      | 1-INM-HUE-011-046-009 | Carregueu una nova foto d'aquest monument                                                                                       |
| Ermita de Sant Valeri                                            | BC                 | Vilella de Cinca                                  | 41° 34′ 16″ N, 0° 16′ 35″ E / 41.57124492°N,0.276288986°E | 1-INM-HUE-011-245-001 | Ermita de Sant Valeri (Vilella de Cinca) · Vegeu més fotos d'aquest monument · Carregueu una nova foto d'aquest monument        |
| Creu de terme de Sant Valeri                                     | BIC                | Vilella de Cinca                                  | 41° 34′ 17″ N, 0° 16′ 36″ E / 41.571401°N,0.276597°E      | 1-INM-HUE-011-245-003 | Creu de terme de Sant Valeri (Vilella de Cinca) · Vegeu més fotos d'aquest monument · Carregueu una nova foto d'aquest monument |
| Església de Santa Maria                                          | BIC Arq. religiosa | Xalamera A 2 km del poble                         | 41° 40′ 43″ N, 0° 08′ 58″ E / 41.678743°N,0.149521°E      | RI-51-0004224         | Església de Santa Maria (Xalamera) · Vegeu més fotos d'aquest monument · Carregueu una nova foto d'aquest monument              |